# Hewittia malabarica
Hewittia malabarica ist die einzige Pflanzenart der Gattung Hewittia aus der Familie der Windengewächse (Convolvulaceae). Sie kommt in tropischen Regionen Afrikas und Asiens vor; auf Jamaika ist sie ein Neophyt.

## Beschreibung
Hewittia malabarica sind windende oder niederliegende, ausdauernde, krautige Pflanzen, die Wuchshöhen von 1 bis 2 m erreichen. Die Sprossachsen sind mehr oder weniger fein behaart, an den Nodien bilden sich oftmals Wurzeln. Die Laubblätter stehen an 1 bis 6 cm langen Blattstielen, die Blattspreiten sind eiförmig, 3 bis 10 cm lang und 3 bis 8 cm breit. Sie sind mit anliegenden Trichomen besetzt oder nahezu unbehaart, gelegentlich sind sie auch drüsig gepunktet. Der Blattrand ist bewimpert, ganzrandig oder das Blatt ist mehrlappig, die Blattbasis ist herzförmig, spießförmig oder abgeschnitten. Nach vorn sind die Blätter spitz zulaufend, stachelspitzig oder mit lang auslaufender Spitze.
Die Pflanzen blühen ganzjährig und bilden ebenso ganzjährig Früchte. Die Blütenstände bestehen meist nur aus einer Blüte. Diese stehen an 1,5 bis 10 cm langen Blütenstandsstielen, die Tragblätter sind langgestreckt-lanzettlich, nach vorn zugespitzt, fein behaart und 0,7 bis 1,5 cm lang. Der Blütenstiel ist 2 bis 4 mm lang. Die zwittrigen, radiärsymmetrischen Blüten sind fünfzählig. Die fünf Kelchblätter sind ungleichmäßig geformt, auf der nach außen weisenden Seite fein behaart. Die äußeren drei Kelchblätter sind breit eiförmig, 0,9 bis 1,5 cm lang und 0,6 bis 0,9 cm breit. Die inneren zwei Kelchblätter sind langgestreckt-lanzettlich und etwas kürzer. Die Krone ist 2 bis 2,5 cm lang, blassgelb oder weißlich mit einem violetten Zentrum. Entlang der Mitte der einzelnen Kronblätter verläuft ein Streifen mit dichter, feiner Behaarung. Die Staubblätter sind 9 mm lang, die Staubfäden sind an der Basis fein behaart, die Staubbeutel sind eiförmig-dreieckig. Der oberständige Fruchtknoten ist zottig behaart.
Die eingedrückt kugelförmige Kapselfrüchte werden vom beständigen und sich vergrößernden Kelch umschlossen. Sie haben einen Durchmesser von 8 bis 10 mm, sind fein behaart und enthalten höchstens vier Samen. Die Samen sind mattschwarz, eiförmig-dreieckig und 4 bis 6 mm lang. Das Hilum ist fein behaart, die restliche Samenoberfläche ist unbehaart.
Die Chromosomenzahl beträgt 2n = 30.

## Vorkommen
Hewittia malabarica ist in Afrika und Asien beheimatet, kommt auch als eingeschleppte Pflanze auf Jamaika vor. Sie wächst an sonnigen Standorten auf meist sandigen Boden in Dickichten, an Straßenrändern, auf gerodeten Waldflächen, an Flussufern und in Plantagen. In China kommt sie in Höhenlagen zwischen 0 und 600 m vor.

## Taxonomie
Die Erstveröffentlichung erfolgte 1753 unten den Namen (Basionym) Convolvulus malabaricus durch Carl von Linné. Die Neukombination zu Hewittia malabarica (L.) Suresh wurde 1988 durch Cheriyachanasseri Ramachandran Suresh veröffentlicht. Weitere Synonyme für Hewittia malabarica (L.) Suresh sind: Hewittia asarifolia Klotzsch, Hewittia barbeyana Chod. & Roulet, Hewittia bicolor (Vahl) Wight & Arn., Hewittia hirta Klotzsch, Hewittia puccioniana (Chiov.) Verdc., Hewittia scandens (Milne) Mabb., Hewittia sublobata (L.f.) Kuntze. Der Gattungsname Hewittia ehrt den englischen Botaniker und Phrenologen Hewett Watson (1804–1881).